# Kościół św. Mikołaja z Bari w Cammaracie
Kościół św. Mikołaja z Bari (wł. Chiesa di San Nicola (Nicolò) di Bari, znany również jako Chiesa Madre) – zabytkowa świątynia parafialna we włoskiej miejscowości Cammarata, na Sycylii.

## Historia
Kościół wzniesiono na miejscu wcześniejszego kościoła, który spłonął w 1624 i został rozebrany rok później. Na jego miejscu wzniesiono obecną świątynię, ukończoną w 1668 roku.

## Architektura i wyposażenie
Jest to renesansowa, trójnawowa bazylika z jednonawowym transeptem i zwieńczonym kopułą skrzyżowaniem naw. Do zachodniego ramienia transeptu jest dobudowana od południa dzwonnica. Wnętrze kościoła jest wypełnione wykonanymi w XVIII wieku ornamentami o motywie wici roślinnych autorstwa Raffaela Rizzo. Ołtarz główny, poświęcony Matki Bożej Cudownej (wł. Madonna dei Miracoli). Organy, składające się z 611 piszczałek, wykonano w 1506 i są jednymi z najstarszych tego typu instrumentów na Sycylii.

### Wyposażenie – galeria

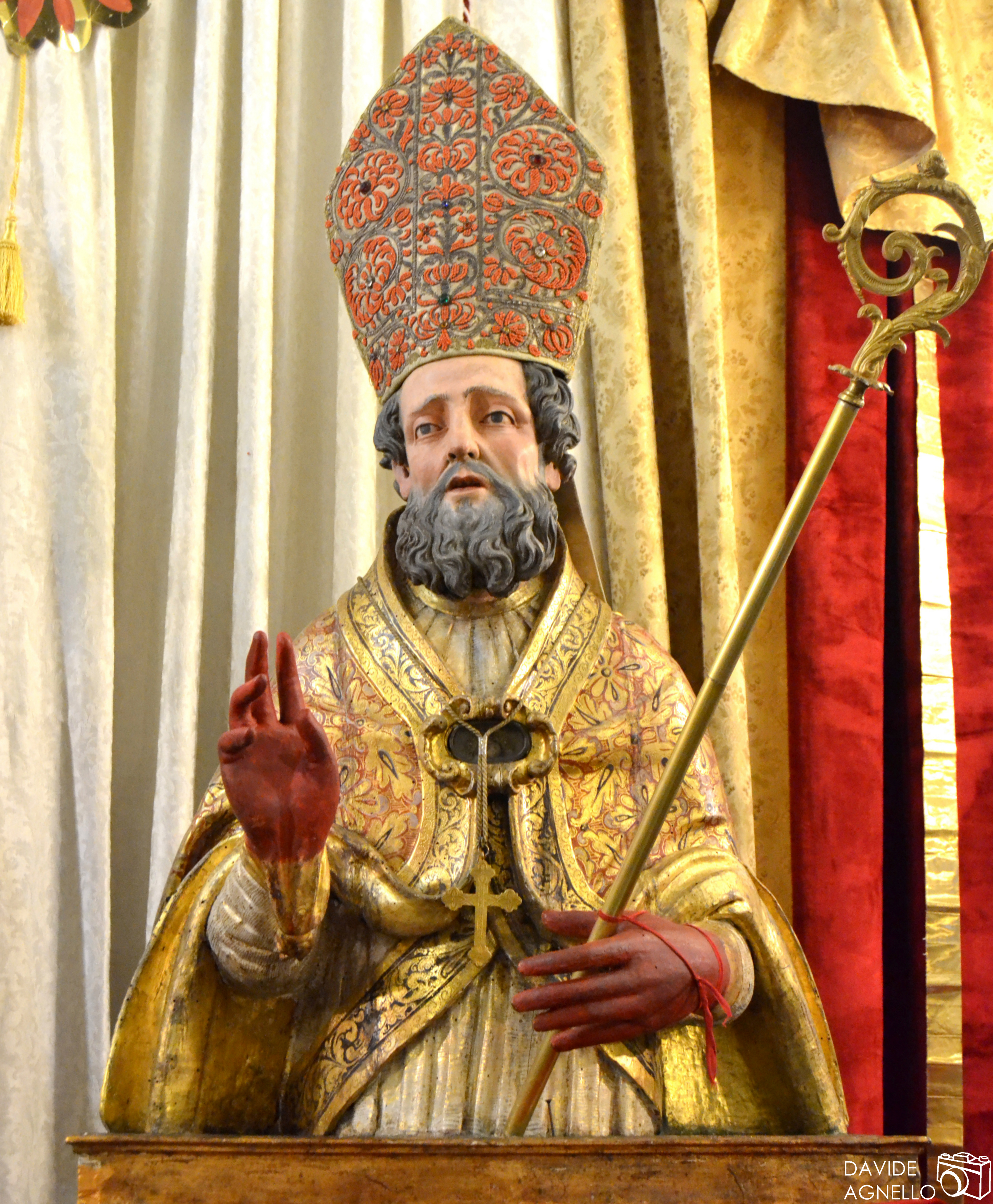
Figura świętego Mikołaja
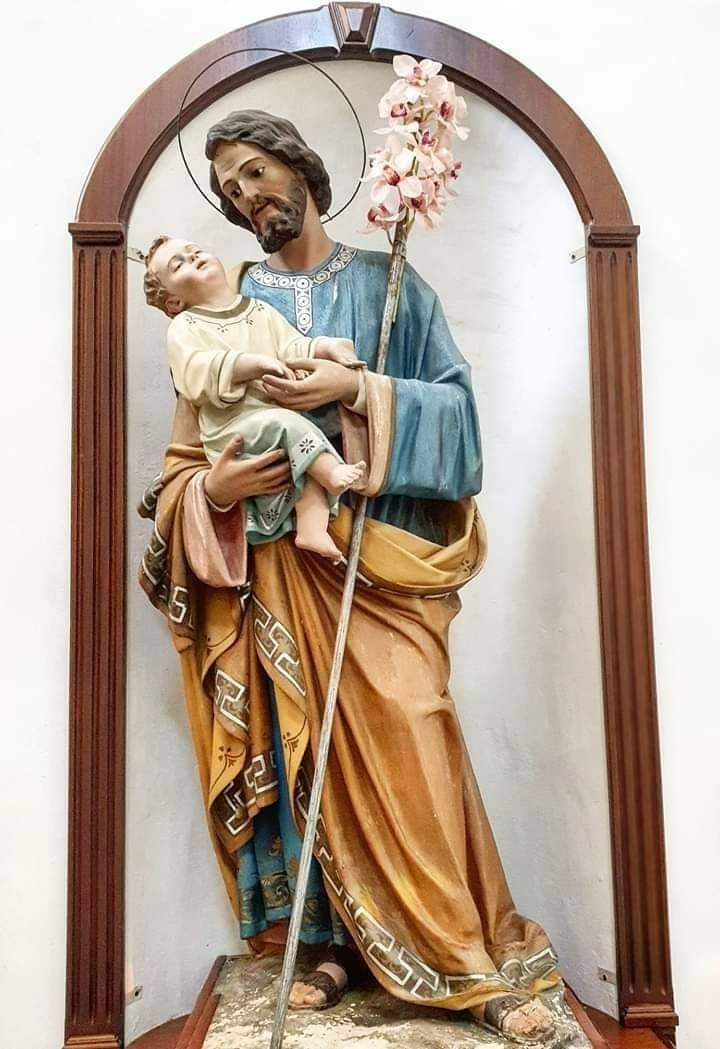
Figura św. Józefa z Dzieciątkiem Jezus
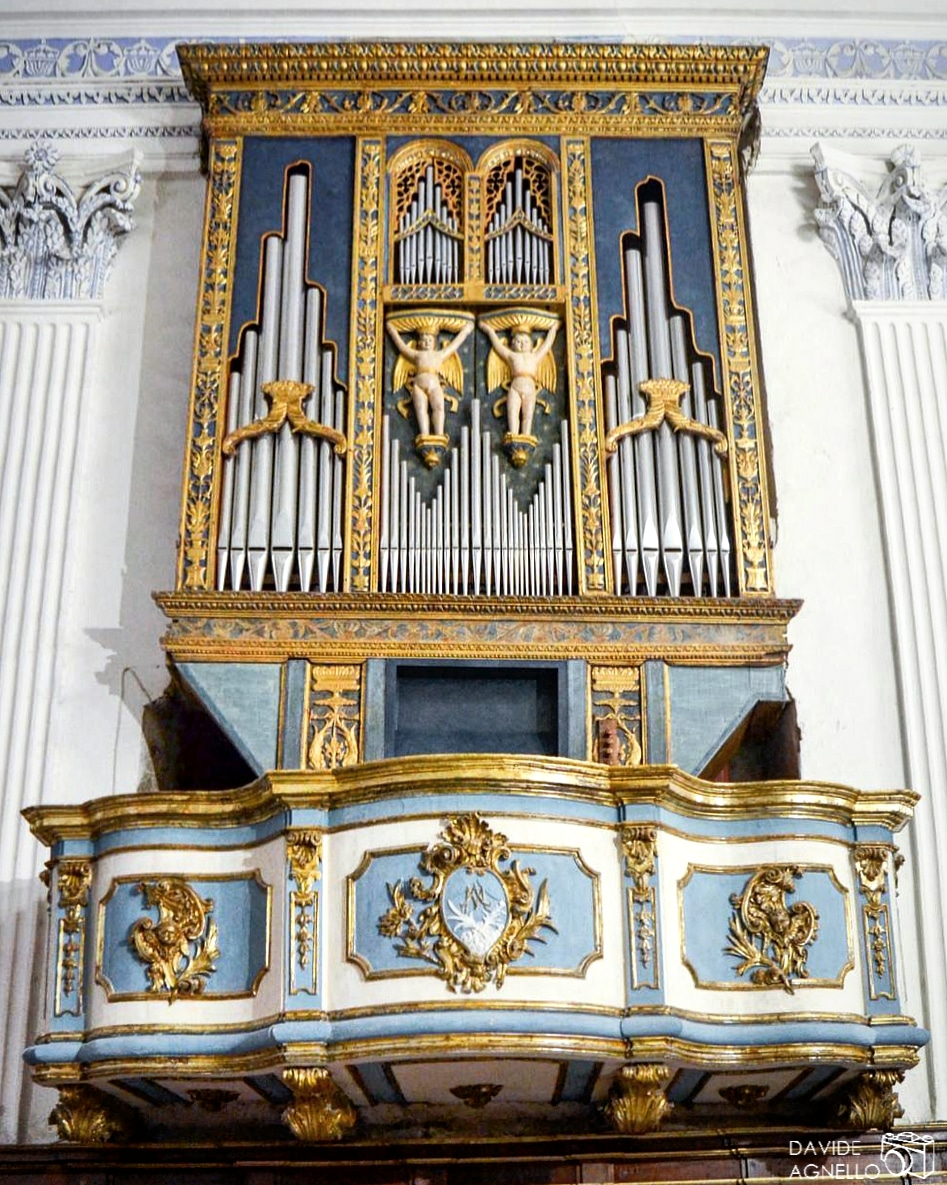
Organy